# Holochelus fallaciosus
Holochelus fallaciosus är en skalbaggsart som beskrevs av Nonveiller 1965. Holochelus fallaciosus ingår i släktet Holochelus och familjen Melolonthidae. Inga underarter finns listade i Catalogue of Life.